# Charagmophorus lineatus
Charagmophorus lineatus is een keversoort uit de familie vliegende herten (Lucanidae). De wetenschappelijke naam van de soort werd in 1895 gepubliceerd door Charles Owen Waterhouse.